# Pyrus amygdaliformis
Pyrus amygdaliformis, também conhecida como pera-de-folhas-de-amêndoa, é uma espécie de planta da família Rosaceae. Tal angiosperma é nativa do Sul da Europa e do oeste asiático. Ela alcança alturas entre 3 e 10 metros. Detém flores brancas que florescem entre Abril e Maio. Os frutos são adstringentes, assim como bananas verdes, além de serem amargos. Há híbridos conhecidos desta espécie com Pyrus communis e Pyrus pyraster.
A espécies foi descrita formalmente por Dominique Villars em 1807.